# TBN 충청매거진
이영주의 TBN 충청매거진은 TBN 대전교통방송(대전·세종·충청 FM 102.9MHz)에서 평일 오후 4시 5분부터 오후 5시 52분까지 방송되는 대전과 세종 충청권 지역의 라디오 정보 프로그램이다.

## 프로그램 소개
- 바쁜 하루를 보내며 지친 오후 시간, 유익한 생활 정보와 유쾌한 퀴즈로 활력을 불어넣는 교양정보 프로그램

## 코너소개

### 매일 코너
- 머니 상.담.소 - 우리가 살면서 필요한 돈, 어떻게 모으고 관리하면 좋을지 경제에 대한 고민을 함께 풀어보는 시간
- 월요일 : 한정우, 문수진 재무전문가
- 화요일 : 김기민, 정지윤 재무전문가 / 이미경, 김소미 재무전문가
- 수요일 : 봉선미, 이윤희 재무전문가
- 목요일 : 박 진, 조은영 재무전문가
- 금요일 : 정성훈, 이정아 재무전문가
- 매거진 별책부록! 오늘의 한마디 - 화제가 되는 이슈를 짚어보고 생각을 나누는 시간

## 요일 코너

### 월요일
- 옛날 신문이요~ : 그때 그시절 과거의 한 페이지를 펼쳐보는 퀴즈
- 발빠른 지역뉴스 : 매일 업데이트해드리는 우리 지역 뉴스
- 대전톡톡/충남톡톡/충남이모저모 : 대전 / 충청 지역 소식 (대전광역시 이장우 시장, 충남도청 정성직 주무관)
- 실용노무백과(격주) : 알기 쉽게 설명해주는 노동 이슈, 세종노사문화연구원 남형민 노무사
- 백기종의 사건X파일(격주) : 우리사회를 떠들썩하게 만들었던 사건의 이면의 파헤치는 시간, 전 수서경찰서 강력팀자, 공인탐정 연구원 백기종 팀장

### 화요일
- 세상에 이런일이 퀴즈 : 세상에는 놀라운 이야기들이 많다. 재미있는 해외토픽을 알아보는 퀴즈
- 발빠른 지역뉴스 : 매일 업데이트해드리는 우리 지역 뉴스
- 재미있는 식물사전(격주) : 식물안에 숨겨진 놀라운 비밀에 대해 알아보는 시간, 국립세종수목원 생물다양성팀 정금선 팀장
- 별 보러 가자(격주) : 달과 별과 우주에 관한 이야기, 대전시민천문대 최형빈 대장

### 수요일
- 매거진 인물 퀴즈 : 역사, 사회, 문화가 녹아있는 지역 인물 퀴즈
- 발빠른 지역뉴스 : 매일 업데이트해드리는 우리 지역 뉴스
- 세종톡톡(격주) : 세종지역 소식 (세종특별자치시 최민호 시장)
- 컬쳐클럽(격주) : 대전지역의 문화, 전시, 행사 소식 (대전문화재단 문새라 차장)

### 목요일
- 웰컴 투 장수촌 퀴즈 : 구십구세까지 팔팔하게~ 건강한 삶을 꿈꾸며 풀어보는 퀴즈
- 지니의 구청24시 : 유진희 기자가 취재해오는 대전5개 구청의 행정이야기
- 날씨아재와 함께 하는 목요기상학 : 날씨와 연결된 사회,경제,문화 이야기(반기성 케이클라이밋 대표)
- 정보가 좋다! : 지역 기관 출연, 유용한 정책 소식

### 금요일
- 고향사랑퀴즈! : 그립고 반가운 우리네 고향 퀴즈
- Click In 경제 : 우리에게 꼭 필요한 경제뉴스, 조선 비즈 윤진우 기자와 알아봅니다
- 매거진 생활법률 : 법무법인 청록의 이원주 변호사, 여지원 변호사의 쉽고 재미있는 생활 속 법률 이야기